# Морети (Алесандрија)
Морети је насеље у Италији у округу Алесандрија, региону Пијемонт.
Према процени из 2011. у насељу је живело 127 становника. Насеље се налази на надморској висини од 717 м.